# Experimentul Franck-Hertz

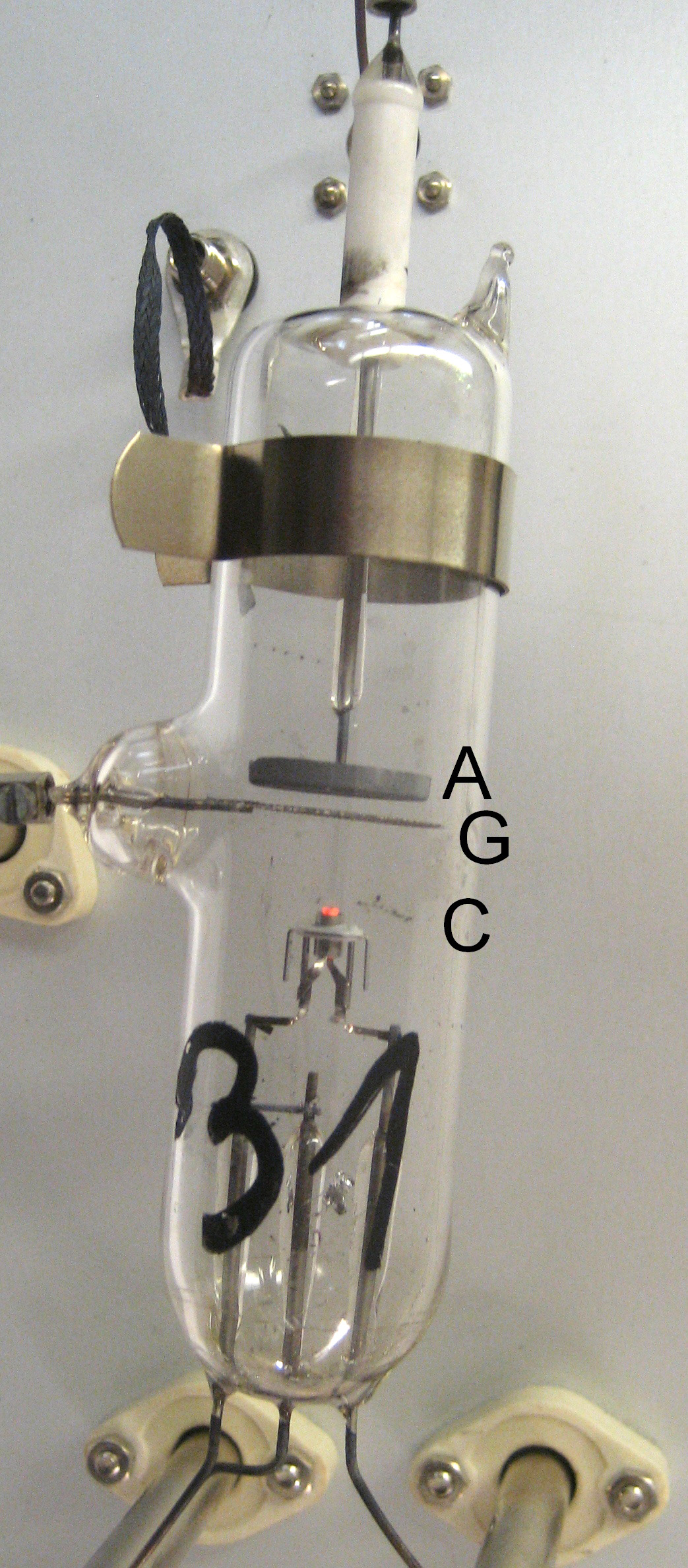
Fotografie a tubului vidat utilizat pentru experimentul Franck-Hertz în laboratoarele universitare. Există o picătură de mercur în interiorul tubului, deși nu este vizibilă în fotografie. C - ansamblul catodului; catodul în sine este incandescent și strălucește portocaliu. El emite electroni care trec prin grila metalică (G) și care sunt colectați drept curent electric de anod (A).

Experimentul Franck-Hertz a fost prima măsurătoare electrică care a demonstrat în mod clar natura cuantică a atomilor și, astfel, „a transformat felul cum înțelegem noi lumea”. A fost prezentat la 24 aprilie 1914 Societății Fizice Germane într-un articol de James Franck și Gustav Hertz. Franck și Hertz proiectaseră un tub vidat pentru studierea electronilor excitați care se deplasau prin vapori rarefiați de atomi de mercur. Ei au descoperit că, atunci când un electron se ciocnește cu un atom de mercur, el poate pierde doar o anume cantitate (4,9 electron-volți) din energia sa cinetică înainte de se îndepărta. Această pierdere de energie corespunde decelerării electronului de la o viteză de aproximativ 1,3 milioane de metri pe secundă până la zero. Un electron mai rapid nu decelerează complet după o coliziune, ci doar pierde exact aceeași cantitate de energie cinetică.  Electronii mai lenți doar ricoșează din atomii de mercur fără a pierde semnificativ din viteza sau din energia lor cinetică. 
Aceste rezultate experimentale s-au dovedit a fi în concordanță cu modelul Bohr al atomului propus de Niels Bohr în anul precedent.  Modelul Bohr a fost un precursor al mecanicii cuantice și al modelului cu învelișuri electronice al atomului. Trăsătura sa-cheie a fost aceea că un electron din interiorul unui atom ocupă unul dintre „nivelele cuantice de energie” ale atomului.  Înainte de coliziune, un electron din interiorul atomului de mercur ocupă cel mai scăzut nivel de energie disponibil.  După coliziune, electronul din interior ocupă un nivel de energie mai ridicat cu 4,9 electron-volți (eV). Aceasta înseamnă că electronul este legat mai slab de atomul de mercur.  Nu există niveluri sau posibilități intermediare în modelul cuantic al lui Bohr.  Această caracteristică era „revoluționară”, deoarece era incompatibilă cu așteptarea ca un electron să poată fi legat de nucleul unui atom cu orice cantitate de energie.
Într-o a doua lucrare prezentată în mai 1914, Franck și Hertz au scris despre emisia de lumină a atomilor de mercur care absorbeau energia din coliziuni.  Ei au arătat că lungimea de undă a acestei lumini ultraviolete corespundea exact energiei de 4,9 eV pe care electronul excitat l-a pierdut. Relația dintre energie și lungimea de undă a fost prezisă și de Bohr. După o prezentare a acestor rezultate de către Franck câțiva ani mai târziu, se spune că Albert Einstein ar fi remarcat: „Este atât de minunat că îți vine să plângi”. 
La 10 decembrie 1926, Franck și Hertz au primit Premiul Nobel pentru Fizică pe anul 1925 „pentru descoperirea legilor care guvernează impactul unui electron cu un atom”.

## Experimentul

Curentul anodic (în unități arbitrare) față de potențialul grilei (relativ la catod). Acest grafic se bazează pe lucrarea inițială din 1914 a lui Franck și Hertz.

În cadrul primelor experimente ale lui Franck și Hertz au folosit un tub vidat încălzit care conține o picătură de mercur; ei au consemnat o temperatură a tubului de 115 °C, la care presiunea vaporilor de mercur este de aproximativ 100 pascali (și mult sub presiunea atmosferică). Un tub Franck-Hertz contemporan este prezentat în fotografie. Acesta este echipat cu trei electrozi: un catod incandescent care emite electroni; o grilă metalică; și un anod. Potențialul grilei este pozitiv în raport cu catodul, astfel încât electronii emiși de catodul incandescent sunt atrași de aceasta. Curentul electric măsurat în experiment se datorează electronilor care trec prin grilă și ajung la anod. Potențialul electric al anodului este ușor negativ față de grilă, astfel încât electronii care ajung la anod au cel puțin o cantitate corespunzătoare de energie cinetică după trecerea prin grilă. 

Lungimile de lumină emise de o descărcare în vapori de mercur și de un tub Franck-Hertz în funcțiune la 10 V. Tubul Franck-Hertz emite în principal lumină cu o lungime de undă de circa 254 nanometri; descărcarea emite lumină la multe lungimi de undă. După figura originară din 1914.

Graficele publicate de Franck și Hertz (vezi figura) arată dependența curentului electric care iese din anod de tensiunea electrică dintre grilă și catod. 
- La diferențe de potențial mici — până la 4,9 volți — curentul prin tub crește constant cu creșterea diferenței de potențial. Acest comportament este tipic pentru tuburile de vid adevărate care nu conțin vapori de mercur; tensiunile mai mari conduc la un „curent limitat de sarcină spațială⁠(d)”.
- La 4,9 volți curentul scade brusc, aproape până la zero.
- Curentul crește apoi în mod constant din nou, pe măsură ce tensiunea crește și mai mult până se ajunge la 9,8 volți (exact 4,9 + 4,9 volți).
- La 9,8 volți se observă o scădere bruscă similară.
- Deși nu este evident în măsurătorile originale ale figurii, această serie de scăderi ale curentului, cu creșteri în incremente de aproximativ 4,9 volți, continuă până la potențiale de cel puțin 70 de volți. [11]

Franck și Hertz au remarcat în prima lor lucrare că energia caracteristică de 4,9 eV a experimentului lor corespunde bine cu una dintre lungimile de undă ale luminii emise de atomii de mercur în descărcările în gaz⁠(d). Ei folosiseră o relație cuantică între energia de excitație și lungimea de undă corespunzătoare a luminii, pe care au atribuit-o în mare măsură lui Johannes Stark și lui Arnold Sommerfeld; ea prezice că 4,9 eV corespunde luminii cu o lungime de undă de 254 nm. Aceeași relație a fost încorporată și în teoria fotonică a efectului fotoelectric elaborată de Einstein în 1905.  Într-o a doua lucrare, Franck și Hertz au consemnat emisia optică din tuburile lor,care emiteau lumină cu o singură lungime de undă proeminentă de 254 nm.  Figura din dreapta ilustrează spectrul unui tub Franck-Hertz; aproape toată lumina emisă are o singură lungime de undă.  Pentru referință, figura prezintă și spectrul luminii unei descărcări în gaz de mercur, care emite lumină la câteva lungimi de undă în afară de 254 nm. Cifra se bazează pe spectrele originare publicate de Franck și Hertz în 1914.  Faptul că tubul Franck-Hertz emitea doar o singură lungime de undă, care corespunde aproape exact perioadei de tensiune măsurată, era foarte important.

## Modelarea coliziunilor electronilor cu atomi

Coliziuni elastice și inelastice ale electronilor cu atomi de mercur. Electronii care se deplasează lent își schimbă direcția după coliziuni elastice, dar nu își schimbă viteza. Electronii mai rapizi își pierd majoritatea vitezei în coliziuni inelastice. Energia cinetică pierdută este depozitată în atomul de mercur. Atomul emite ulterior lumină și revine la starea inițială.

Franck și Hertz și-au explicat experimentul în termeni de coliziuni elastice⁠(d) și inelastice⁠(d) între electroni și atomii de mercur. Electronii care se mișcă încet se ciocnesc elastic cu atomii de mercur.  Aceasta înseamnă că direcția în care se deplasează electronul este modificată de coliziune, dar viteza lui rămâne neschimbată. O coliziune elastică este ilustrată în figură, unde lungimea săgeții indică viteza electronului. Atomul de mercur nu este afectat de ciocnire, mai ales pentru că este de aproximativ patru sute de mii de ori mai masiv decât un electron.
Când viteza electronului depășește aproximativ 1,3 milioane de metri pe secundă, coliziunile cu atomii de mercur devenin inelastice. Această viteză corespunde unei energii cinetice de 4,9 eV, care este depozitată în atomul de mercur. Așa cum se arată în figură, viteza electronului este redusă, iar atomul de mercur devine „excitat”. La scurt timp, energia de 4,9 eV depozitată în atomul de mercur este eliberată ca lumină ultravioletă, care are o lungime de undă de exact 254 nm. În urma emisiei de lumină, atomul de mercur revine la starea inițială, neexcitată.
Dacă electronii emiși de catod zboară liber până când ajung la grilă, aceștia dobândesc o energie cinetică proporțională cu tensiunea aplicată rețelei. 1 eV de energie cinetică corespunde unei diferențe de potențial de 1 volt între grilă și catod. Coliziunile elastice cu atomii de mercur cresc timpul necesar unui electron pentru a ajunge la grilă, dar energia cinetică medie a electronilor care sosesc acolo nu este mult afectată.
Când tensiunea rețelei atinge 4,9 V, coliziunile electronilor în apropierea grilei devin inelastice, iar electronii sunt foarte mult încetiniți. Energia cinetică a unui electron tipic care ajunge la grilă este redusă atât de mult încât nu se mai poate deplasa în continuare pentru a ajunge la anod, al cărui potențial este reglat în așa fel încât să respingă ușor electronii. Curentul electronilor care ajung la anod scade, după cum se vede în grafic. Creșterea suplimentară a potențialului grilei restabilește suficientă energie pentru ca electronii care au suferit coliziuni inelastice să mai poată ajunge din nou la anod. Curentul crește din nou pe măsură ce potențialul grilei se ridică peste 4,9 V. La 9,8 V, situația se schimbă din nou. Electronii care au parcurs aproximativ jumătatea distanței dintre catod și grilă au acumulat deja suficientă energie pentru a suferi o primă coliziune inelastică. Pe măsură ce aceștia continuă mai încet spre grilă de la jumătatea distanței încolo, energia cinetică se acumulează din nou, dar pe măsură ce ajung la grilă, ei pot suferi o a doua coliziune inelastică. Încă o dată, curentul la anodul scade. La intervale de 4,9 volți, acest proces se va repeta de fiecare dată când electronii vor suferi o coliziune inelastică suplimentară.

## Teoria cuantică veche

Modelul Bohr al atomului presupunea că un electron putea fi legat de un nucleu atomic doar cu una dintr-o serie de energii specifice care corespund nivelurilor cuantice de energie. Anterior, modelele clasice de legare a particulelor permiteau orice energie de legătură.

Franck și Hertz nu știau, atunci când și-au publicat experimentele în 1914, că în 1913, Niels Bohr publicase un model al atomilor care reușea foarte bine să țină cont de proprietățile optice ale hidrogenului atomic. Acestea se observau adesea în descărcările în gaz, care emiteau lumină la o serie de anumite lungimi de undă. Sursele obișnuite de lumină, cum ar fi becurile incandescente, emiteau lumină la toate lungimile de undă. Bohr a calculat lungimile de undă emise de hidrogen cu mare precizie.
Ipoteza fundamentală a modelului Bohr se referă la posibilele energii de legătură a unui electron cu nucleul unui atom. Atomul poate fi ionizat dacă o coliziune cu o altă particulă furnizează cel puțin această energie de legătură. Aceasta eliberează electronul de atom și lasă în urmă un ion încărcat pozitiv.  Există o analogie cu sateliții care orbitează Pământul.  Fiecare satelit are o orbită proprie și practic este posibilă orice distanță orbitală și orice energie legată de satelit. Deoarece un electron este atras de sarcina pozitivă a nucleului atomic printr-o forță similară, așa-numitele calcule „clasice” sugerează că ar trebui să fie posibilă orice energie de legătură și pentru electroni. Cu toate acestea, Bohr a presupus că există doar o serie anume de energii de legătură, care corespund „nivelurilor cuantice de energie” pentru electron. Un electron se găsește în mod normal la cel mai scăzut nivel de energie, cu cea mai mare energie de legătură. Nivelurile suplimentare se situează mai sus, cu energii de legătură mai mici. Energiile de legătură intermediare între aceste niveluri nu sunt permise. Aceasta a fost o presupunere revoluționară.
Franck și Hertz au sugerat că caracteristica de 4,9 V a experimentelor lor se datorează ionizării atomilor de mercur prin coliziuni cu electronii emiși de catod. În 1915, Bohr a publicat o lucrare în care a arătat că măsurătorile lui Franck și Hertz erau mai consistente cu ipoteza nivelurilor cuantice din model său al atomului. În modelul Bohr, ciocnirea excita un electron din interiorul atomului de la cel mai mic nivel până la primul nivel cuantic de deasupra lui. Modelul Bohr prezicea, de asemenea, că s-ar emite lumină pe măsură ce electronul intern se întoarce de la nivelul său cuantic excitat la cel mai scăzut; lungimea de undă a acestei lumini corespunde cu diferența de energie între nivelurile interne ale atomului, corespondență numită relația Bohr. Observațiile lui Franck și Hertz despre emisia de 254 nm din tubul lor era și ea în conformitate cu  perspectiva lui Bohr. Scriind după încheierea Primului Război Mondial în 1918, Franck și Hertz au adoptat în mare măsură perspectiva lui Bohr pentru interpretarea experimentului lor, care a devenit unul dintre pilonii experimentali ai mecanicii cuantice.  Așa cum se exprima Abraham Pais, „acum, frumusețea lucrării lui Franck și Hertz constă nu numai în măsurarea pierderii de energie E2-E1 a electronului care se ciocnește, ei au observat și că atunci când energia acestui electron depășește 4,9 eV, mercurul începe să emită lumină ultravioletă cu o frecvență definită ν definită în formula de mai sus. Astfel, ei au dat (la început, fără să știe) prima dovadă experimentală directă a relației Bohr!” Franck însuși a subliniat importanța experimentului cu emisii ultraviolete într-un epilog pentru filmul din 1960 al Comisiei pentru Studiul Științelor Fizice⁠(d) (PSSC) despre experimentul Franck-Hertz.

## Experimentul cu neon

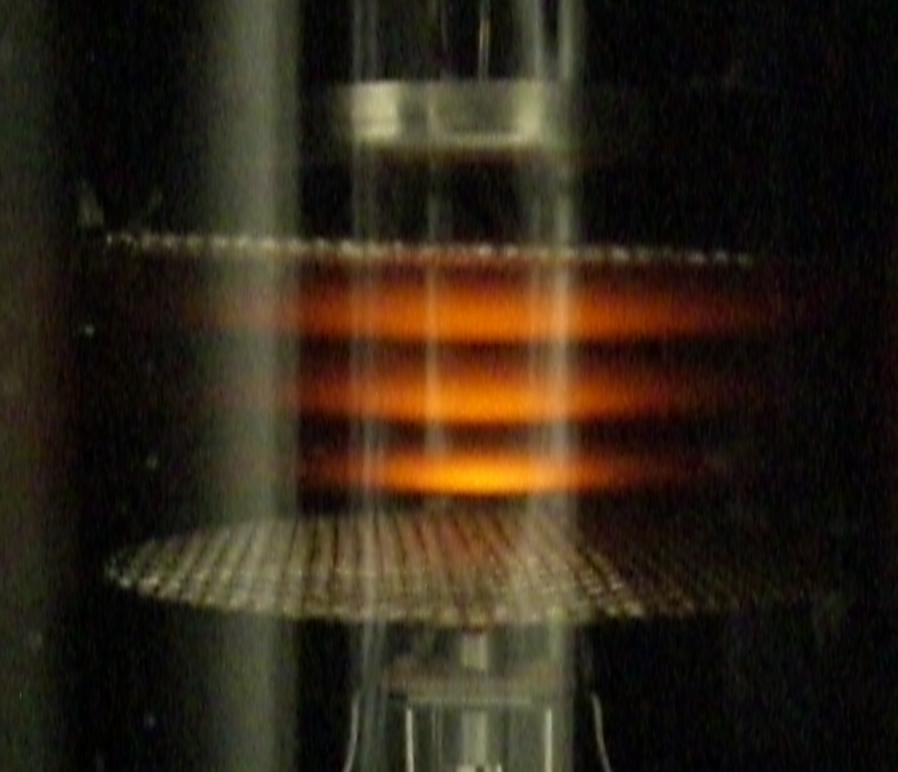
Experimentul Franck-Hertz cu gaz de neon: 3 regiuni strălucitoare

În laboratoarele universitare, experimentul Franck-Hertz este adesea realizat folosind neon, gaz care prezintă debutul coliziunilor inelastice cu o strălucire vizibilă portocalie în tubul vidat și care este și netoxic, în cazul în care se sparge tubul. La tuburile cu mercur, modelul pentru coliziuni elastice și inelastice prezice că ar trebui să existe benzi înguste între anod și grilă, unde mercurul emite lumină, dar lumina este ultravioletă și invizibilă. La neon, intervalul de tensiune Franck-Hertz este de 18,7 volți și apare o luminozitate portocalie vizibilă lângă grilă atunci când se aplică această tensiune. Această strălucire se va apropia mai mult de catod, cu creșterea potențialului de accelerare, și indică locațiile în care electronii ajung la cei 18,7 eV necesari pentru excitarea unui atom de neon. La 37,4 volți vor fi vizibile două străluciri distincte: unul la jumătatea distanței dintre catod și grilă și unul chiar la grila de accelerare. Potențialele mai mari, distanțate la intervale de 18,7 volți, vor avea ca rezultat regiuni suplimentare strălucitoare în tub. 
Un avantaj suplimentar al neonului pentru laboratoarele universitare este acela că tubul poate fi utilizat la temperatura camerei.  Cu toate acestea, lungimea de undă a emisiei vizibile este mult mai lungă decât cea prevăzută de relația Bohr și de intervalul de 18,7 V. O explicație parțială pentru lumina portocalie implică două niveluri atomice situate la 16,6 eV și 18,7 eV deasupra celui mai scăzut nivel. Electronii excitați la nivelul de 18,7 eV scad până la nivelul de 16,6 eV, cu o emisie de lumină portocalie concomitentă. 